# أسمهان بهارناز سلطان
اسمهان بهارناز سلطان من مواليد 1525م (بالفرنسية : Esmehan Baharnaz Sultan) هي ابنة شاه سلطان اخت السلطان العثماني سليمان القانوني من زوجها - طليقها - وابوها لطفي باشا.